# Arts et Métiers (Paris metro)
Arts et Métiers är en tunnelbanestation i Paris tunnelbana från 1904 för linje 3 och från 1935 för linje 11. Stationen för linje 11 är utformad i en unik form som liknar en ubåt. Stationen ligger i närheten av Musée des Arts et Métiers.

## Galleri

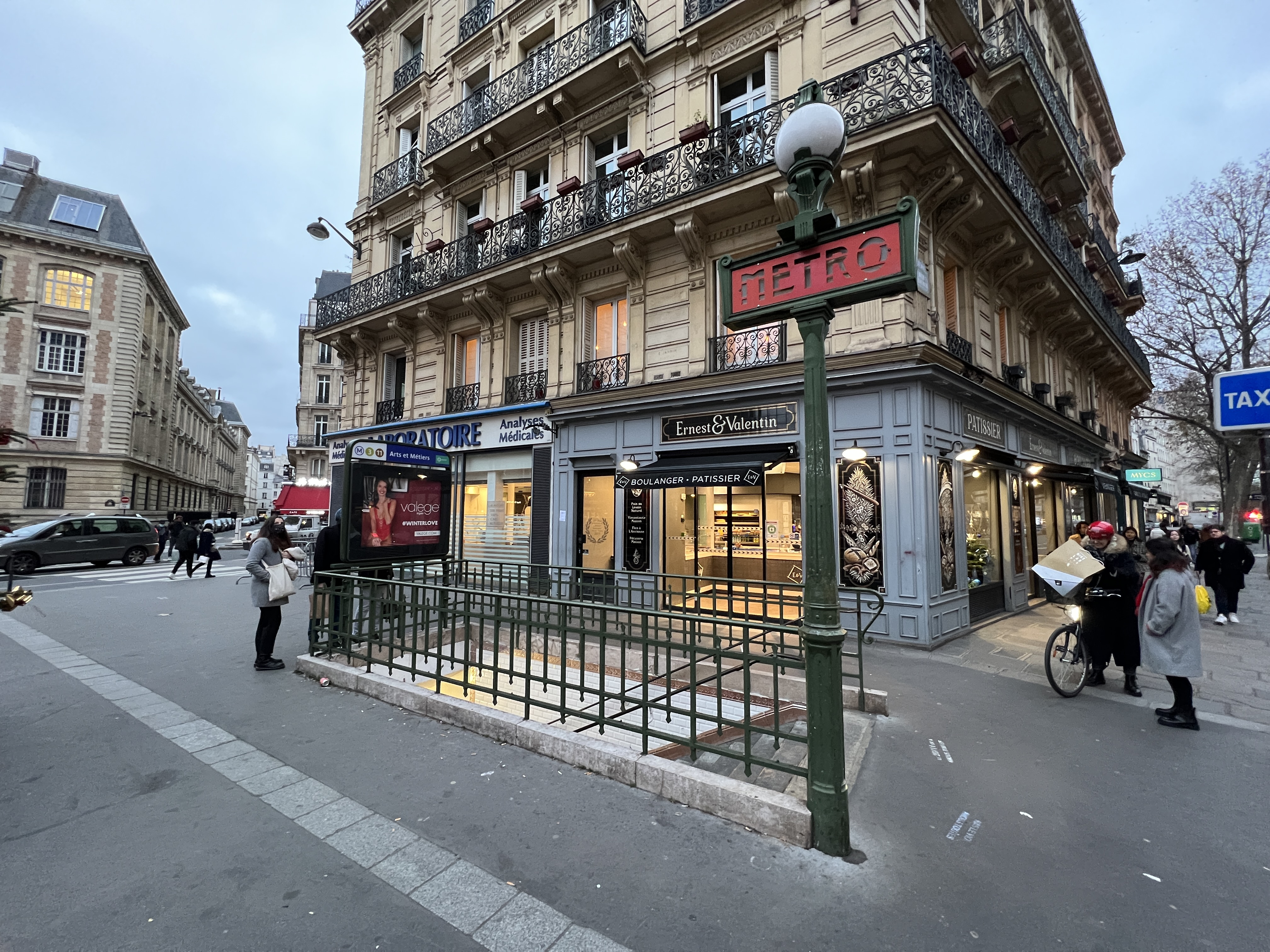
Place Theodor Herzl
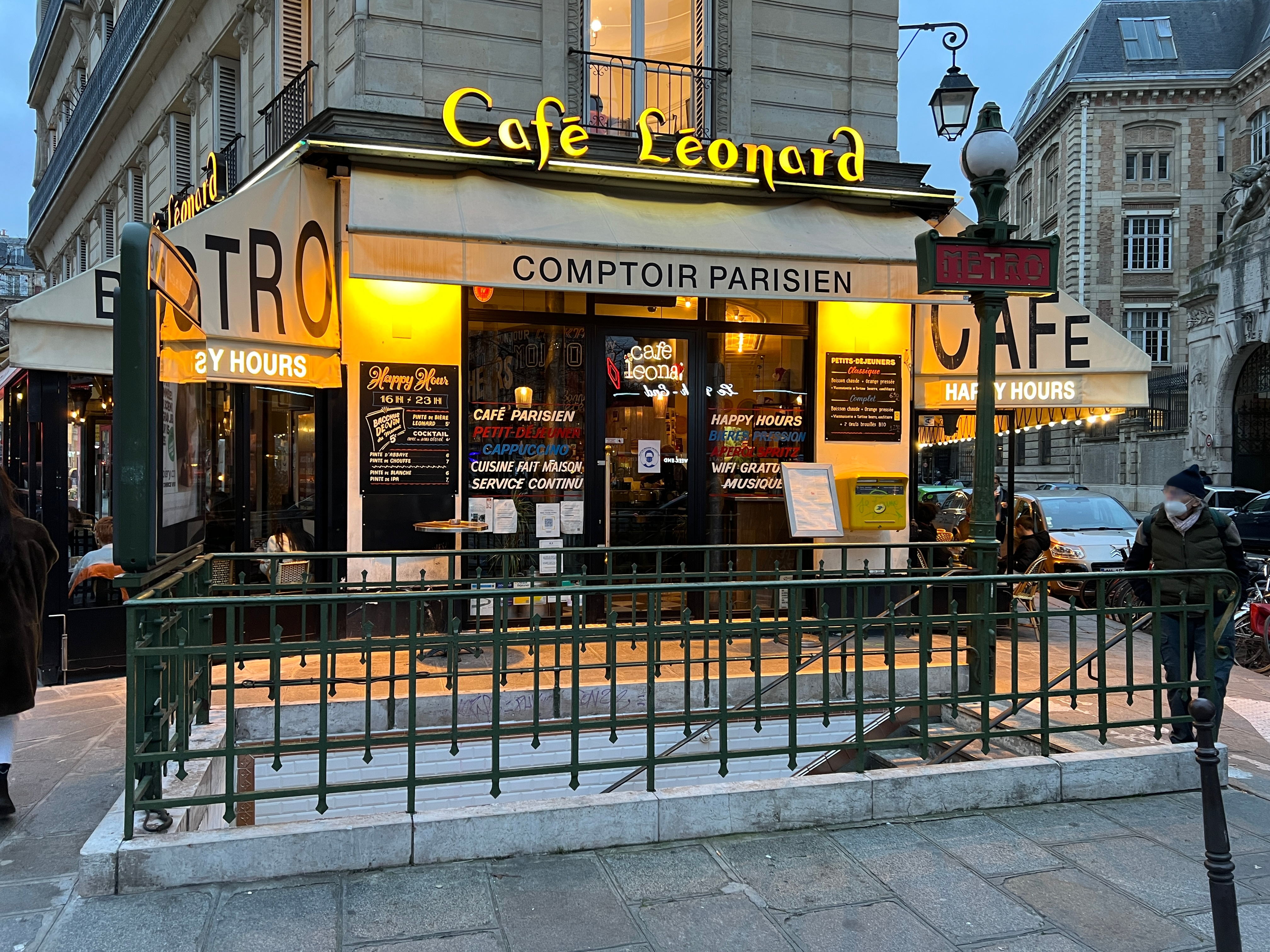
Rue Conté
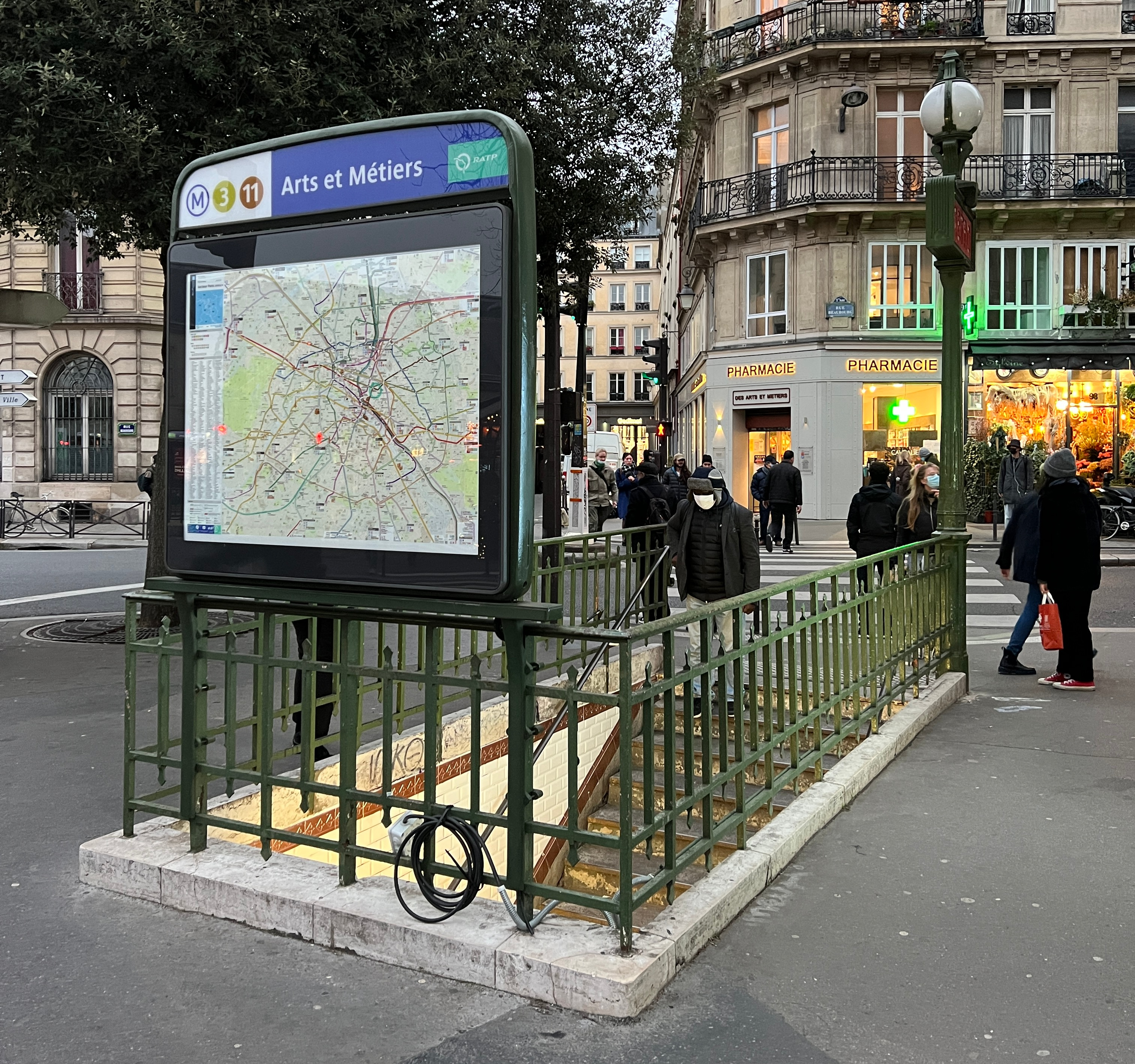
Rue de Turbigo
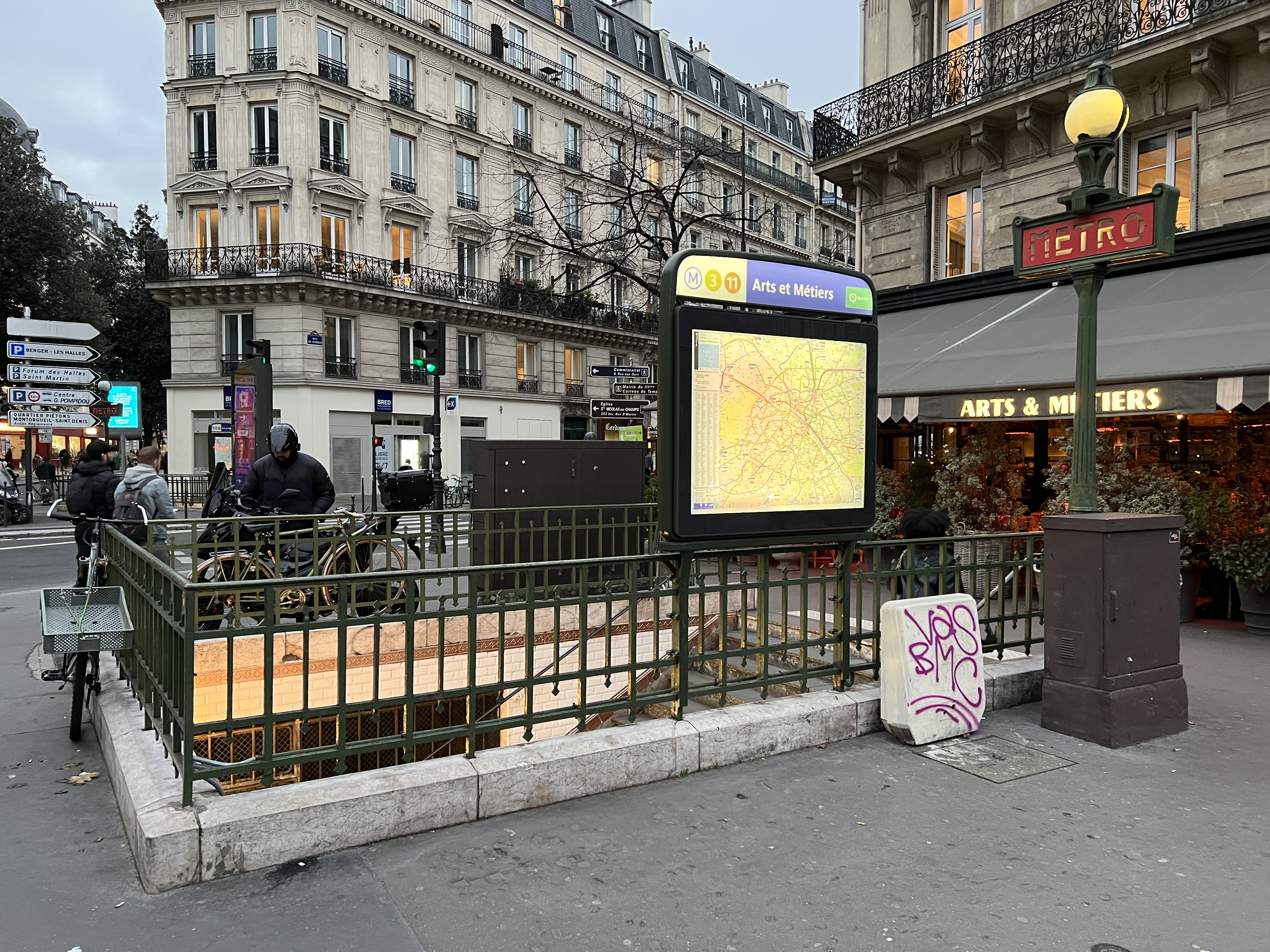
Rue Réaumur
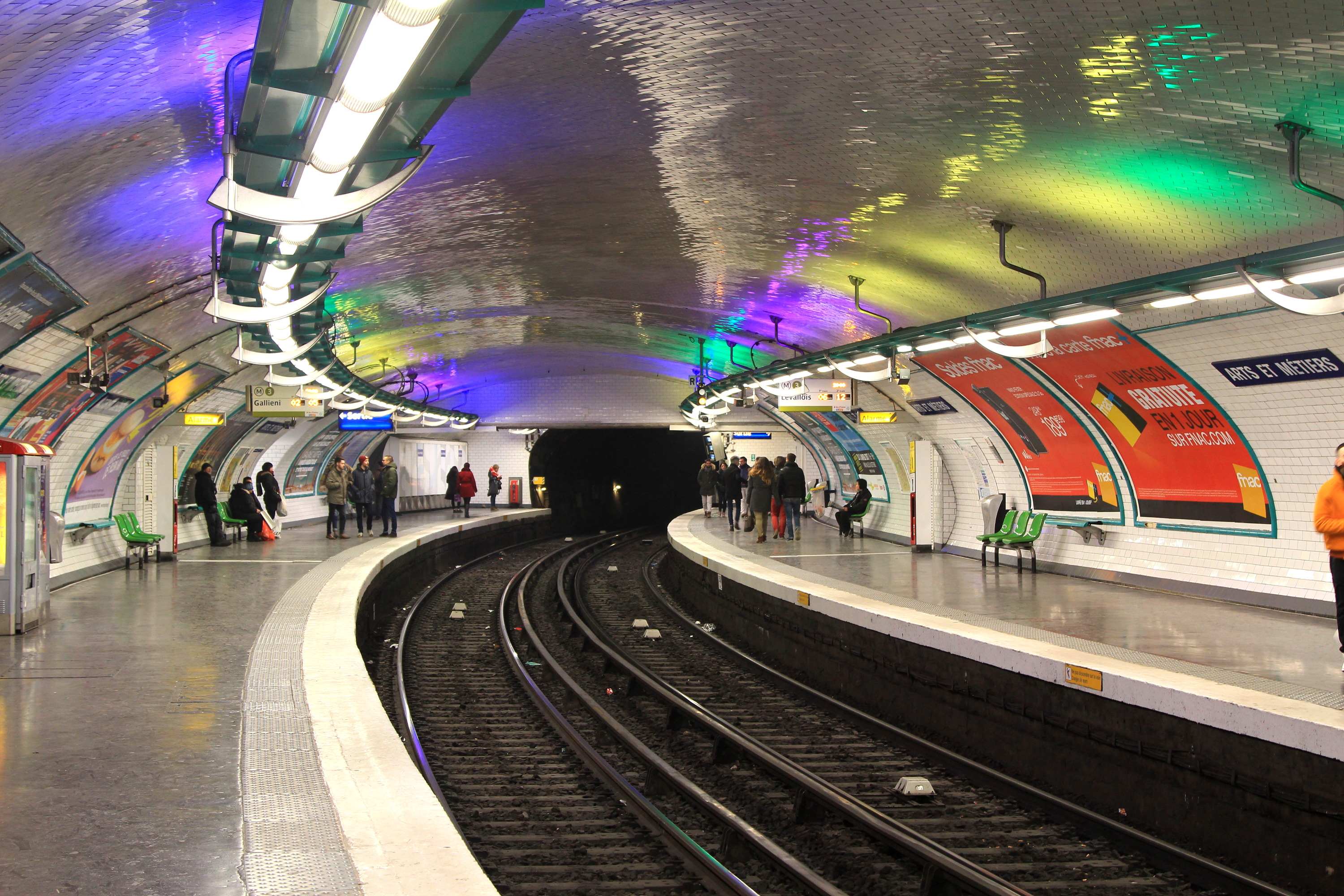
Perrong på Arts et métier för linje
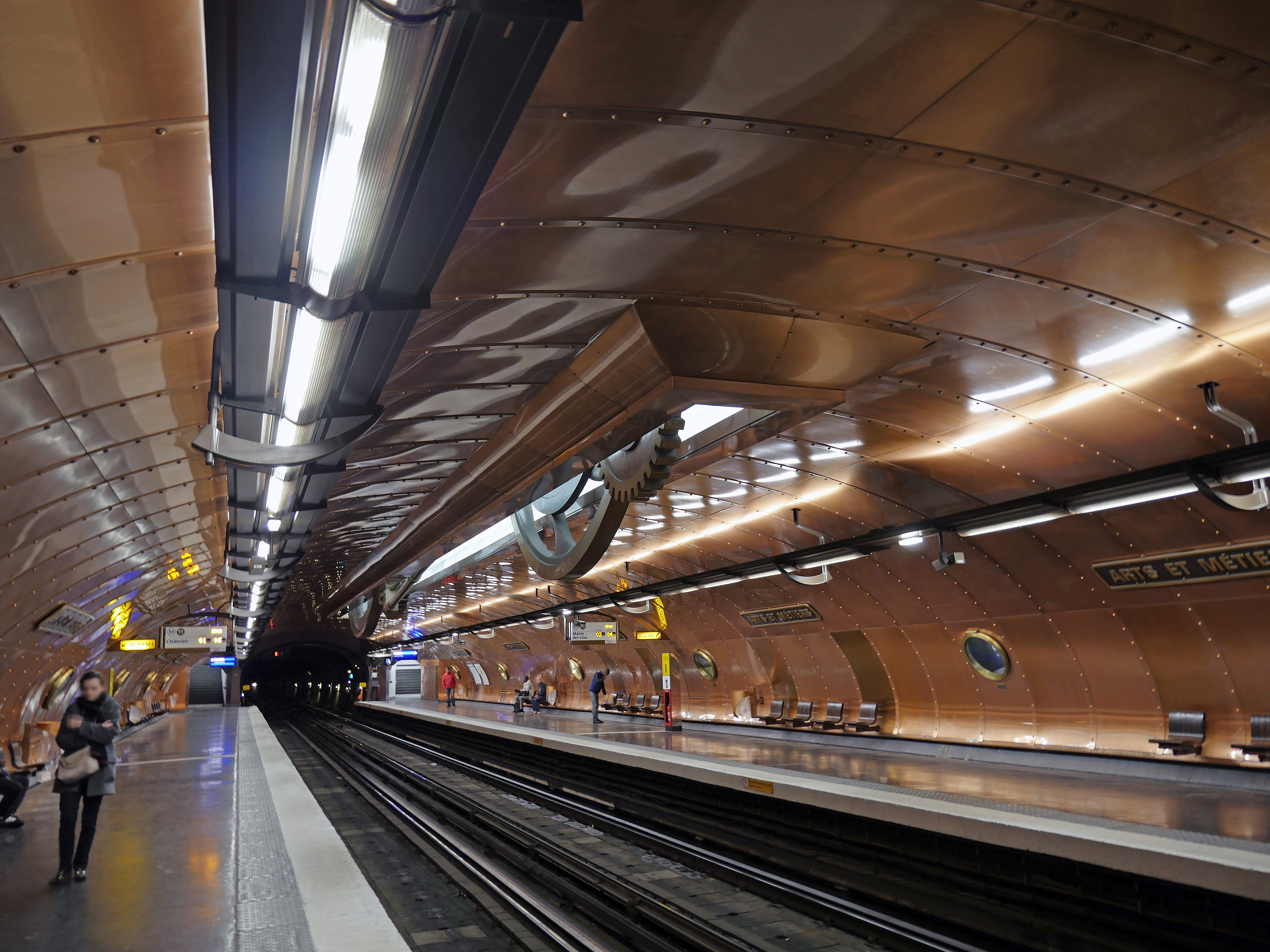
Perrong på Arts et métier för linje
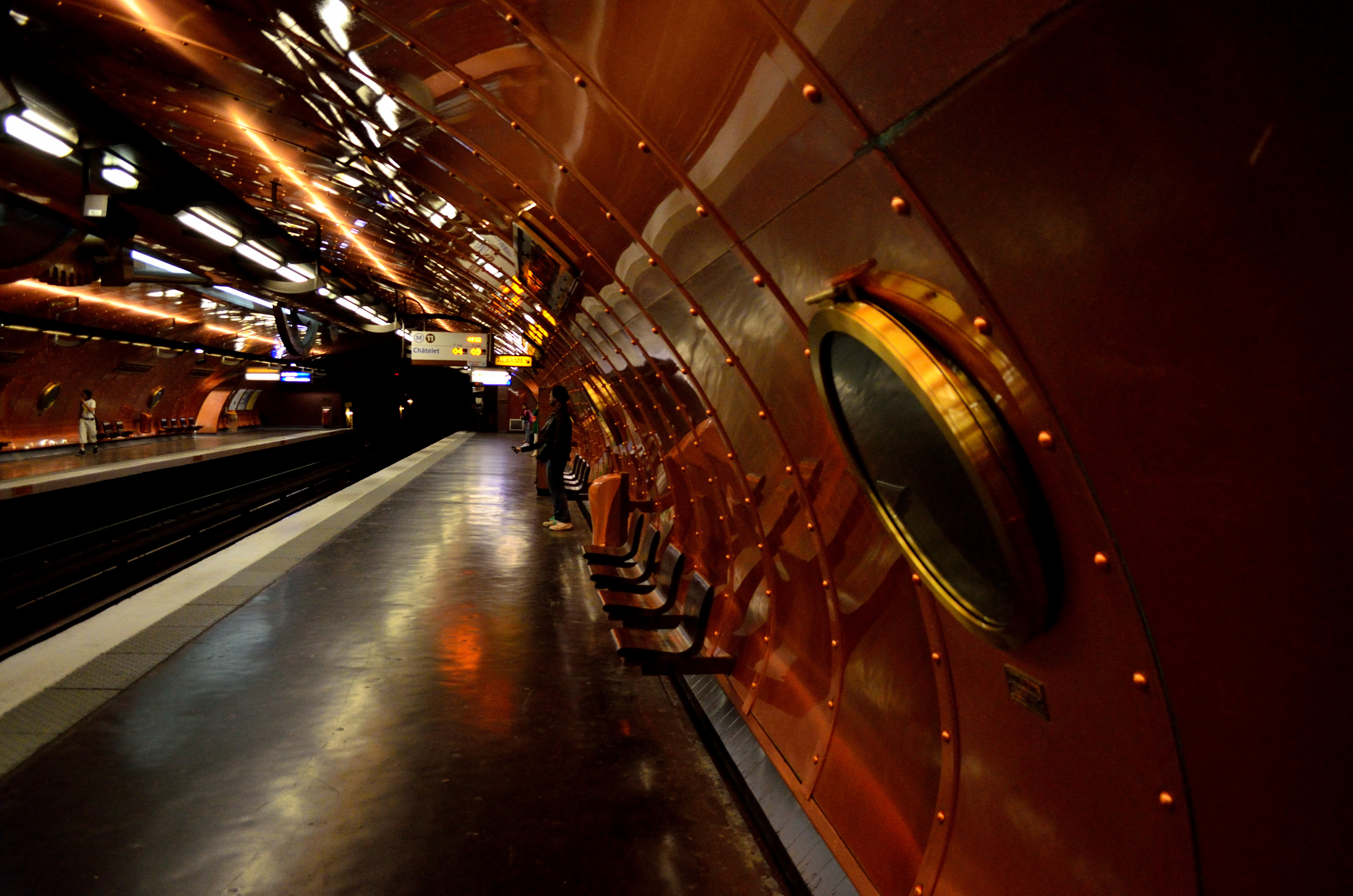
Perrong på Arts et métier för linje
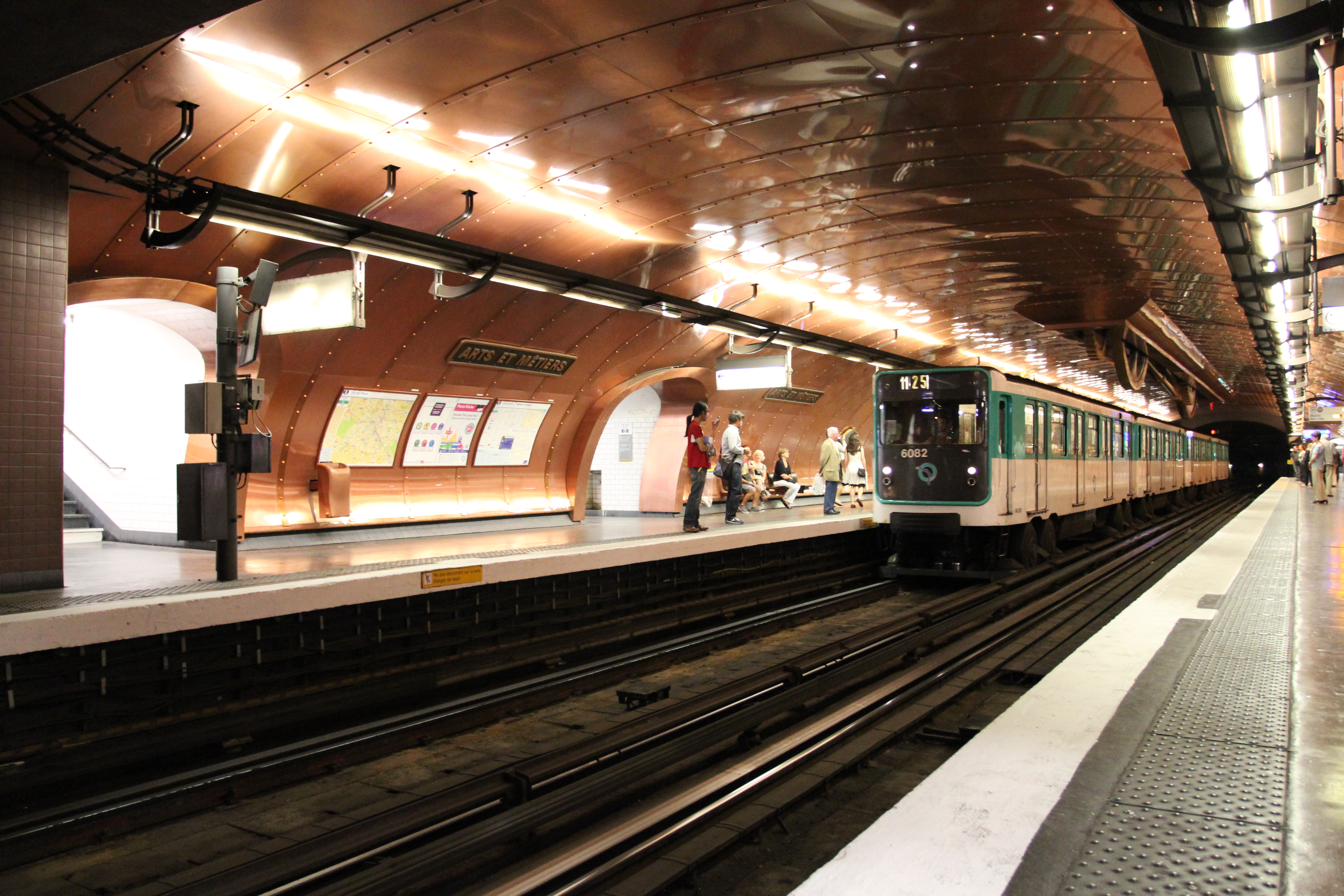
Perrong på Arts et métier för linje